# ピリッポス (マカタスの子)
ピリッポス（希：Φιλιππoς、ラテン文字表記：Philippos、? - 紀元前326年）は、マケドニア王アレクサンドロス3世の家臣である。
ピリッポスはマカタスの子である。紀元前327年にピリッポスはアレクサンドロスによってインドの太守に任じられ、翌紀元前326年にはオクシュドラカイ人とマッロイ人の地方も付け加えられた。同年にピリッポスは傭兵隊長に陰謀を仕組まれて殺された。彼の代役としてエウダモスとタクシレスが充てられたが、公式に後任を定める前にアレクサンドロスは死んだ。ドロイゼンは、このピリッポスはアンティゴノス1世の父であると考えている。少なくとも、ピリッポスとアンティゴノスの両者はマケドニアのエリミアの人である。

## 註
1. ↑  アッリアノスV. 8
2. ↑  アッリアノス, vi. 14
3. ↑  アッリアノス, vi. 27
4. ↑  クルティウス, X. 1. 20